# 竹下平作
竹下 平作（日語：たけした へいさく、1865年1月14日（元治元年12月17日） - 1927年10月31日）為日本陸軍軍人。最終階級為陸軍中將。

## 生平
熊本縣出身。竹下幸太郎的長男。1885年6月、陸軍士官學校（舊7期）畢業，任官少尉。同期生有宇都宮太郎・島川文八郎兩位大將及柴勝三郎中將。1890年12月、陸軍大學校（第6期）畢業。
歷任陸軍戶山學校教官、陸士教官、台灣總督府副官、陸士教官、陸士生徒隊中隊長、第12師團參謀、参謀本部員、步兵第10連隊大隊長。步兵第14連隊大隊長、後備歩兵第20連隊長等職務。於擔任步兵第14連隊長時出征日俄戰爭。遼陽會戰、奉天會戰等戰役參戰。
歷經步兵第46連隊長、台灣步兵第2連隊長等職。1911年10月、進級陸軍少將。歷任歩兵第27旅團長、步兵第1旅團長等職。1916年8月、進級陸軍中將後待命，翌年1月、編入預備役。

## 親族
- 長男 竹下宣彦（陸軍中佐）
- 二男 竹下正彦（陸軍中佐、陸將）
- 女婿 阿南惟幾（陸軍大將）・中西良介（陸軍中將）